# Stazione di Terno
Stazione di Terno vasútállomás Olaszországban, Lombardia régióban, Terno d’Isola településen.

## Vasútvonalak
Az állomást az alábbi vasútvonalak érintik:
- Seregno–Bergamo-vasútvonal

## Kapcsolódó állomások
A vasútállomáshoz az alábbi állomások vannak a legközelebb:
- Stazione di Ponte San Pietro (Seregno–Bergamo-vasútvonal, kelet)
- Stazione di Calusco (Seregno–Bergamo-vasútvonal, nyugat)